# Oxyurinae
Oxyurinae är en underfamilj inom familjen änder (Anatidae). Merparten av arterna har långa stela stjärtfjädrar som sticker rakt upp när fågeln är inaktiv. Merparten har också relativt stora och svullna näbbar. Undantaget utgörs av svarthuvad and som har ett mera typiskt andutseende.
Alla underfamiljens arter lever i sötvatten och dyker efter föda. Deras ben är placerade långt bak på kroppen vilket gör att de rör sig klumpigt på land och därför mestadels befinner sig i vattnet.

## Släkten och arter inom underfamiljen Oxyurinae
Enligt Clements et al. 2011
- Släkte Heteronetta
  - Svarthuvad and (Heteronetta atricapilla)
- Släkte Nomonyx
  - Svartmaskad kopparand (Nomonyx dominica)
- Släkte Oxyura
  - Amerikansk kopparand (Oxyura jamaicensis)
    - Oxyura jamaicensis jamaicensis
    - Oxyura jamaicensis andina
    - Oxyura jamaicensis ferruginea (Andinsk kopparand) - behandlas ibland som god art.

  - Kopparand (Oxyura leucocephala)
  - Afrikansk kopparand (Oxyura maccoa)
  - Argentinsk kopparand (Oxyura vittata)
  - Australisk kopparand (Oxyura australis)
- Släkte Biziura
  - Bisamand (Biziura lobata)

Tilläggas kan att det möjliga släktskapet mellan arten Malacorhynchus membranaceus och denna underfamilj är under diskussion och behöver undersökas mer utförligt.